# Alex Varenne
 (novembre 2018).
Pour les articles homonymes, voir Varenne.
Alex Varenne, né le 29 août 1939 à Saint-Germain-au-Mont-d'Or et mort le 19 octobre 2020 à Paris,,, est un dessinateur et auteur de bande dessinée érotique français.

## Biographie
Après des études à Lyon, il devient enseignant d'arts plastiques.
Avec son frère Daniel Varenne, il crée en 1979 la série Ardeur, du nom de son héros, que publie Charlie Mensuel. Six volumes sortent entre 1980 et 1987. Au cours de la troisième Guerre mondiale, le navigateur Ardeur traverse une Europe dystopique, ravagée par les radiations atomiques. Varenne y montre son trait souple et son art du noir et blanc.
En 1985, il publie sur un scénario de son frère Daniel Varenne L'Affaire Landscape.
Parallèlement, il publie dans L'Écho des savanes et se consacre beaucoup à l'érotisme, avec Carré noir sur dames blanches (1984), les trois volumes de la série Erma Jaguar (1988-1992), Corps à corps (1987), Les Larmes du sexe (1989), Amours fous (1991), et les portfolios Erotic Opera (1986), Fragments érotiques (1993), ou encore Le Goût des femmes (2002). La plupart sont publiés chez Albin Michel.
Il publie chez Casterman des romans graphiques : Angoisse et Colère (1988, scénario de Daniel Varenne d'après le roman Mars) et Gully Traver (1993). Et Police by night en 2001 aux Éditions du Balcon.
- En 2002, il illustre Les 12 Signes de l'amour de Brigitte Lahaie aux éditions Geisha, où il a publié Juliette et autres contes fripons en 1999 et Yumi en 2000.
- En 2007, Itinéraire d'un libertin, recueil d'entretiens
- 2009 Plexidream Édition Zanpano
- 2011 L'Érostisme Sacré Édition Zanpano
- 2015 Tondi Édition Zanpano
- 2016 Strip Art Édition Zanpano
- 2018 L'Eau et la Femme Édition Zanpano
- 2019 La Femme et l'Homme Animal Édition Zanpano

## Œuvres
- Ardeur, Éditions du Square puis Albin, 6 volumes, 1980-1987.
- Carré noir sur dames blanches, Albin Michel, coll. « L'Écho des Savanes », 1984  (ISBN 2-226-02020-9)
- L'Affaire Landscape, Albin Michel, coll. « L'Écho des Savanes », 1985  (ISBN 2-226-02218-X)
- Erotic opéra, Albin Michel, coll. « L'Écho des Savanes », 1986  (ISBN 2-226-02573-1)
- Corps à corps, Albin Michel, coll. « L'Écho des Savanes », 1987  (ISBN 2-226-02969-9)
- Angoisse et Colère, Casterman, coll. « À suivre », 1988  (ISBN 2-203-33441-X)
- Erma Jaguar, Albin Michel, coll. « L'Écho des Savanes », 3 volumes, 1988 - 1992
- Les Larmes du sexe, Les Humanoïdes Associés, coll. « Les yeux de la tête », 1989  (ISBN 2-7316-0688-6)
- Un tueur passe, Albin Michel, coll. « L'Écho des Savanes », 1989  (ISBN 2-226-03726-8)
- Amours fous, Albin Michel, coll. « L'Écho des Savanes », 1991  (ISBN 2-226-05156-2)
- Fragments érotiques, La Sirène, 1993  (ISBN 2-84045-014-3)
- Gully Traver, Casterman, coll. « À suivre », 1993  (ISBN 2-203-33455-X)
- Lola, Albin Michel, coll. « L'Écho des Savanes », 1993  (ISBN 2-226-06560-1)
- Kiro, Casterman, coll. « Manga », 1995  (ISBN 2-203-37203-6)
- Attention femmes, Les Humanoïdes Associés, 1996  (ISBN 2-7316-1252-5)
- Carlotta, Albin Michel, coll. « L'Écho des Savanes », 1998  (ISBN 2-226-10506-9)[5],[6].

## Prix
- 1984 :  Prix Saint-Michel du meilleur dessinateur étranger pour Ida Mauz (Ardeur, t. 5), avec Daniel Varenne[7]